# Flavoxate
Flavoxate là một thuốc kháng cholinergic với tác dụng kháng muscarinic. Đặc tính giãn cơ của nó có thể là do tác động trực tiếp lên cơ trơn chứ không phải do các thụ thể muscarinic đối kháng.

## Sử dụng lâm sàng
Flavoxate được sử dụng để điều trị co thắt bàng quang tiết niệu. Nó có sẵn dưới tên thương mại Urispas (Paladin), Genurin (bởi Recordati, Italy) ở Ý và KSA, Uritac của công ty El Saad ở Syria, dưới tên Bladderon của Nippon Shinyaku của Nhật Bản, hoặc Bladuril ở Chile, Utispas (Apex Pharma) ở Nepal.
Flavoxate được chỉ định để giảm triệu chứng viêm bàng quang kẽ, khó tiểu, khẩn cấp, tiểu đêm, đau siêu âm, tần suất và không tự chủ như có thể xảy ra trong viêm bàng quang, viêm tuyến tiền liệt, viêm niệu đạo, viêm niệu đạo / viêm niệu đạo.

## Tác dụng phụ
Flavoxate thường được dung nạp tốt, nhưng có khả năng gây ra, nôn mửa, đau dạ dày, khô miệng hoặc cổ họng, mờ mắt, đau mắt, và tăng độ nhạy cảm của mắt với ánh sáng.

## Chống chỉ định
Flavoxate chống chỉ định ở những bệnh nhân có bất kỳ tình trạng tắc nghẽn nào sau đây: tắc nghẽn môn vị hoặc tá tràng, tổn thương đường ruột tắc nghẽn hoặc hồi tràng, đau bụng, xuất huyết đường tiêu hóa và niệu quản tắc nghẽn.